# Шкурупий, Андрей Витальевич
Андре́й Вита́льевич Шкуру́пий (12 июля 1976) — украинский футболист, полузащитник.

## Игровая карьера
В футбол начинал играть в командах «Подшипник» (Луцк), «Полиграфтехника» (Александрия), «Кристалл» (Чертков), «Ковель-Волынь» (Луцк).
В 1997 году выступал в первом дивизионе чемпионата России в команде «Уралан».
В 1999 году перешёл в СК «Николаев», где 3 апреля 1999 года в игре против мариупольского «Металлурга» (0:3) дебютировал в высшей лиге чемпионата Украины. Всего за николаевскую команду сыграл в 78 матчах, из них 12 в высшей лиге. Забил 12 голов, в числе которых трёхсотый мяч «корабелов» в первой лиге в ворота «Динамо-2». Единственный дубль в карьере забил луцкой «Волыни», в дубле которой выступал в 1996, а также завершил карьеру в 2001 годах. В 1998 году в составе Уралана становился чемпионом России в 1-й лиге. Получил знание «Мастер спорта» России.